# Hyuga-klass
Den här sidan handlar om den helikopterbärande jagarklassen. För det japanska slagskeppet Hyuga, se Ise-klass.

Hyūga-klass är en typ av japanska örlogsfartyg. I Japan är klassen beskriven som en tung helikopterbärande jagare men är i princip ett hangarfartyg. Att det klassas som en jagare beror på att Japan sedan andra världskriget inte får inneha just hangarfartyg. Det första fartyget ur klassen, Hyūga (16DDH), kölsträcktes 11 maj 2006, sjösattes 23 augusti 2007 och är i tjänst sedan mars 2009. Ise (18DDH), kölsträcktes 30 maj 2008 och sjösattes 21 augusti 2009 med planerad tjänstgöring i mars 2011 och förslag på ytterligare enheter finns. 
Klassen har en totalvikt på ca 18 000 ton och kommer att bära på minst 15 helikoptrar. Även om de japanska myndigheterna menar att enbart helikoptrar kommer användas på fartygen så finns möjligheten att använda även stridsflygplan som Harrier och F-35 i framtiden.